# Üzbég férfi jégkorong-válogatott
Az üzbég férfi jégkorong-válogatott Üzbegisztán nemzeti csapata, amelyet az Üzbég Jégkorongszövetség (üzbégül: Oʻzbekiston xokkey federatsiyasi) irányít. A szövetséget 2018-ban alapították és 2019. szeptember 26-án csatlakoztak az IIHF-hez.

## Története
Üzbegisztánban a jégkorong a Szovjetunió idején, az 1970-es években kezdett elterjedni. Az első jelentős klub, a Binokor Taskent 1971-ben alakult meg és a szovjet másod- és harmadosztályban szerepelt egészen 1988-ig. Üzbegisztán az Üzbég Szovjet Szocialista Köztársaságot képviselve első mérkőzését 1978-ban játszotta a Pervouralszkban megrendezett téli spartakiádon. Hat mérkőzést játszottak a Szovjetunió más régiói és köztársaságai ellen. Az Üzbég SZSZK minden mérkőzését elvesztette Leningrád, a Tatár ASZSZK, a Kujbisev terület, a Lett SZSZK és a Baskír ASZSZK ellen, de 6–1-re sikerült legyőzniük a Litván SZSZK csapatát, ez a feljegyzett győzelmük azonban nem számít bele Üzbegisztán hivatalos nemzetközi mérlegébe. 1982-ben az Üzbég SZSZK részt vett a második téli spartakiádján, amelyet Norilszkban rendeztek. Ismét hat mérkőzésen vettek részt, és ekkor is csak a Litván SZSZK-t győzték le. A másik öt mérkőzésüket elveszítették Moszkva, a Cseljabinszki terület, a Kujbisev megye, az Észt SZSZK és a Lett SZSZK ellen. Az Üzbég SZSZK legutóbbi versenyén az 1986-os téli spartakiádon vett részt, amelyet Krasznojarszkban rendeztek. Három mérkőzésen szerepeltek és mindhármat elveszítették, a Lipecki terület, a Lett SZSZK és az Ukrán SZSZK ellen.
A Szovjetunió felbomlása után a sportág hanyatlásnak indult az országban és csak 2012-ben kezdődött meg a jégkorong újjáélesztése. 2018-ban megalakult az Üzbég Jégkorongszövetség és 2019-ben csatlakoztak a Nemzetközi Jégkorongszövetséghez (IIHF). 
A jégkorong fejlődését jelentősen elősegítette a 2019-ben megnyitott Humo Aréna, amely 12500 férőhelyével Közép-Ázsia legnagyobb jégkorongcsarnoka. Az aréna a Humo Taskent és a Binokor Taskent otthona. A Humo Taskent 2019-ben csatlakozott az orosz VHL ligához és 2022-től a kazah Pro Hokei Ligasyban szerepel.
Az üzbég válogatott első hivatalos mérkőzését 2023. január 14-én játszotta a Kazany Jégkorongkupán, ahol 17–0-ra legyőzték Bahreint. 2025-ben csatlakoztak a nemzetközi mezőnyhöz, amikor részt vettek a divízió IV-es világbajnokságon és a legjobb helyezésüket is ekkor érték el, amikor az 53. helyen (1. hely a divízió IV csoportban) végeztek, megnyerték a tornát és feljutottak a divízió III/B csoportba.

## Eredmények

### Világbajnokság
- 1954–1991 – A  Szovjetunió része volt
- 1992–2019 – Nem tagja az IIHF-nek.
- 1920–2019 –
- 2020 – Törölve a Covid19-pandémia miatt[5]
- 2021 – Törölve a Covid19-pandémia miatt[6]
- 2022–2024 – Nem vett részt
- 2025 – 53. hely (1. a Divízió IV-ben)